# Paolino Dalla Porta
Paolino Dalla Porta (* 25. Juli 1956 in Mantua) ist ein italienischer Kontrabassist und Komponist des Modern Jazz und der Improvisationsmusik.

## Wirken
Dalla Porta lernte zunächst zehn Jahre lang Gitarre; erst 1977 wechselte er zum Kontrabass. Um 1980 war er Mitglied verschiedener Schlüsselgruppen der Mailänder Szene wie D.O.M. Alia Orchestra oder Nexus und begleitete Arrigo Cappelletti, Claudio Fasoli und Tiziana Ghiglioni. Seit 1988 leitete er sein eigenes Quartett. Mit dem Projekt Far Away, das Lester Bowie einschloss, tourte er durch Nordamerika und Australien, mit  Alain Brunet durch Polynesien. In der Zusammenarbeit mit dem Pianisten Stefano Battaglia entstanden verschiedene Tonträger: Gemeinsam mit den Drummern Aldo Romano oder Tony Oxley (Sulphur), mit Kenny Wheeler und Billy Elgart (Tales, Soul Note 1993) oder mit Dominique Pifarély (Triplicity, Dischi Della Quercia 1993). Mit Gabriele Mirabassi spielte er elektroakustische Musik. Auch arbeitete er mit Pino Minafra (Colori), mit Fabrizio Sferra, mit John Tchicai, mit Massimo Manzi, mit Rita Marcotulli, mit Misha Mengelberg und Han Bennink und mit Gianluca Petrella. 2015 ersetzte er Glen Moore bei Oregon.

## Diskographische Hinweise
- Canguri Urbani (Splasc(h))
- Esperanto (Splasc[h], 1996; mit Riccardo Luppi)
- Paolino Dalla Porta/Tino Tracanna Nudes (Splasc[h], 1999)
- Paul McCandless, Bebo Ferra, Paolino Dalla Porta Ospite Fulvio Maras Isole (Islands) (Egea, 2002)